# Dardez
Dardez é uma comuna francesa na região administrativa da Normandia, no departamento de Eure. Estende-se por uma área de 2,8 km². Em 2010 a comuna tinha 157 habitantes (densidade: 56,1 hab./km²).